# 미국의 반독점법
미국의 반독점법(United States antitrust law)은 미국에서 경쟁법 영역에 속하는 일련의 법을 뜻한다. 반(反)트러스트(Anti-trust)법이라고도 한다. 이하, 미국연방 및 각주(各州)의 반독점법에 관하여 서술한다.

## 역사
남북전쟁 이후 미국이 급격하게 산업화됨에 따라 각 산업분야에서는 과도한 경쟁과 주기적으로 되풀이되는 불황을 극복하기 위하여, 기업들은 그들 상호간의 경쟁을 제한하는 방안을 고안해 내게 되었다. 이러한 방안은 1873년에 불황과 파멸적인 요금경쟁을 극복하기 위한 수단으로, 당시 기업의 규모가 가장 크고 경쟁이 심하였던 철도업의 ‘풀(pool)’에서 처음으로 실현되었다. 그런데 철도업자들은 이 제도를 이용하여 시장을 분할하고 나아가 특정한 화주들에 대하여는 특별할인을 제공함으로써, 이러한 할인혜택을 받지 못한 농민과 중소상공인들로부터 격렬한 비난을 받게 되었다. 그리고 1880년대에는 이러한 ‘풀’제도의 약점을 보완하고 참가기업들에 대한 강제적 통제를 확보하기 위하여, 보통법상의 신탁 제도를 이용하여 참가기업들의 주식증서를 일단의 수탁자(trustee)들에게 맡김으로써, 이들이 모든 기업의 경영권을 장악하는 이른바 ‘트러스트’제도를 창안해 내게 되었다. 대표적인 사례로서, 1882년에는 오하이오 스탠더드 오일(Standard Oil of Ohio)의 트러스트협약이 조인되었다. 이와 같이, 19세기 후반, 미국의 자본주의가 급속하게 독점자본의 형성으로 변질되자, 자유경쟁의 결과 발전한 대기업을 방임하는 것이 오히려 역으로 자유경쟁을 저해한다는 인식을 가져왔다. 이러한 독점대자본을 배경으로 하는 각종의 불공정한 거래관행을 충분하게 규율 하기 위해서는 불가피하게 제정법이 요구되게 되었다.
이에, 연방의회는 셔먼법, 클레이턴법, 연방거래위원회법 등의 일련의 연방 반독점법을 제정하여, 독점자본의 활동을 규제하려 하였다.

## 연방 반독점법
통상적으로 미국의 경쟁법(반독점법)이라고 하면, 셔먼법,  클레이턴법, 연방거래위원회법(聯邦去來委員會法) 등을 위시한 연방법(聯邦法)에 한정된다. 그리고 연방반독점법 관련사건은 모두 연방법원의 관할에 속하게 된다. 자유경쟁의 확보를 위한 미국의 입법체계는 단순하지가 않지만, 이 중 가장 기본적인 법률은 1890년의 셔먼법이라 할 수 있다. 이 법은 주간(州間)거래와 대외(對外)거래에 대한 규제권을 입법부에 부여하고 있는 헌법 상의 규정에 근거하여 제정된 것이며, 이러한 헌법상의 권리를 최대한 확장한 것이라 할 수 있다.
현재, 미국에서는 거래제한행위나 독점에 대한 형벌을 위주로 하는 셔먼법의 한계와 구성요건의 추상성을 보완하고 연방대법원의 합리성의 원칙(rule of reason) 적용에 대응하기 위해 반트러스트법 구성요건을 구체화한 클레이턴법을 통해 가격차별(price discrimination), 끼워팔기 계약(tying contracts), 배타적 거래(exclusive dealing), 합병(merger), 이사 등의 겸직(interlocking directorates) 등에 관한 특별한 규정을 두고 있고, 법이 상정하지 못했던 새로이 생겨나는 불공정상거래관행에 대해서는 준사법적 독립행정기구인 연방거래위원회를 통해 적극적으로 대처하고 있다.

### 불공정 경쟁
소비자와 경쟁자의 보호를 주목적으로 하는 연방거래위원회법은 제5조에서 영업상 또는 영업에 영향을 미치는 “불공정한 경쟁방법(unfair methods of competition)”과 “불공정하고 기만적인 행위 또는 관행(unfair and deceptive acts or practices)”은 불법이라고 규정하고 있다. 법원에서는 제5조의 적용을 초기에는 좁게 해석하였으나 그러한 제한적인 해석태도는 점차 완화되었고, 1938년에 휠러 · 리 개정법에 의해 “불공정하고 기만적인 행위 또는 관행(unfair and deceptive acts or practices)”에 대한 금지를 규정하면서 그 적용범위가 확대되었다. 연방 반독점법상 거론되는 불공정한 행위 혹은 거래관행은 기본적으로 단일 사업자의 독자적인 행위(unilateral action)를 전제하는 것으로서，복수의 사업자가 담합행위를 통해 경쟁을 제한하거나 정상적인 경쟁질서를 제한하는 행위(collusive action)와는 구별되는 것이다.

### 역외적용
미국에서, 경쟁법의 역외적용을 명확히 한 최초의 판례는 이른바 알코아(Alcoa) 사건(US v. Aluminium Co. of America 148 F. 2d 416 (2nd Circ. 1945)이다. 이 사건에서는 프랑스의 1개 회사, 영국의 1개회사, 스위스의 1개회사, 독일의 2개회사, 그리고 캐나다의 1개회사가 공동으로 스위스 국적의 회사 연합(Alliance)을 설립하고 생산능력에 따라서 자본참가를 하였다. Alliance는 참가기업들에 연간 최고 생산량을 할당하고 알루미늄의 최저가격을 지정하였으며, 나아가 미국에 대한 수입 쿼터를 지정하였다. 이에 대하여 미국 정부는 캐나다의 1개회사와 그 미국 내의 모회사인 Aluminum Co. of America( Alcoa), 그리고 주주 등을 피고로 소송을 제기하였다. 1심법원은 사건을 전부 각하하였다. 그러나 항소심법원은 이 판결을 파기하였다. 항소심 법원은 Alcoa의 캐나다 자회사가 이 카르텔에 참가한 것이 셔먼 법(Sherman Act)에 위반된다는 판결을 내렸는데 그 이유는 카르텔에 참가한 기업들이 미국시장에 영향을 미칠 의도를 가지고 있었으며 또 영향이 실제로 발생하였다는 것이었다. 미국은 이러한 경쟁법뿐만 아니라 수출규제법을 외국에서의 사건까지 널리 적용함으로써 역외적용문제는 미국법에 관한 것이 그 핵심이었고, 최근에 이르러서도 미국은 경쟁법의 역외적용뿐만 아니라 일련의 통상법규와 조세법, 증권거래법, 지적소유권분야에 역외적용을 더욱 확대 함으로써 통상마찰을 야기시키고 있다. 미국이 역외적용문제의 마찰을 일으키는 원인은 미국이 세계 제1의 교역국으로서 빠른 국제화 때문에 역외적용의 필요성이 큰 이유와 함께 미국법의 내용이 다른나라에 비하여 독자성을 가지고 크게 다른데서 그 원인을 찾을 수 있다.